# Aleuroclava flabellus
Aleuroclava flabellus là một loài côn trùng cánh nửa trong họ Aleyrodidae, phân họ Aleyrodinae.
Aleuroclava flabellus được Takahashi miêu tả khoa học đầu tiên năm 1949.